# Joe Rock
Joe Rock (New York, 25 dicembre 1893 – Sherman Oaks, 5 dicembre 1984) è stato un produttore cinematografico, attore e regista statunitense.
Iniziò la sua carriera all'epoca del muto come controfigura stuntman di Mary Pickford.

## Premio Oscar
Rock detiene un curioso primato: l'attesa più lunga di un vincitore di Oscar prima di poter ricevere la statuetta dell'Academy. Nel 1933, Rock aveva prodotto il documentario Krakatoa sull'eruzione vulcanica avvenuta nel 1883. Il film vinse l'Oscar al miglior cortometraggio novità (un premio che venne dato solo in quattro edizioni), ma, all'epoca della premiazione, Rock si trovava in Europa. Il suo nome non appariva nei credit del film e, al suo ritorno negli Stati Uniti, non poté dimostrare di esserne il produttore perché, nel frattempo, la sua compagnia era fallita e la documentazione sparita. Solo cinquant'anni più tardi, mentre riordinava delle vecchie carte, Rock ritrovò i documenti che attestavano come lui fosse il produttore del film. Finì così che l'Academy gli poté finalmente consegnare - dopo dieci lustri d'attesa - l'ambito premio.

## Filmografia

### Produttore
- What! No Spinach?, regia di Harry Sweet (1920)
- The Five Ages: From Stone Age to Modern
- Pot Roast
- The Fast Male
- The Whirlwind, regia di Joe Rock (1922)
- Help Yourself, regia di Joe Rock (1922)
- Solid Ivory
- All Wet, regia di Joe Rock (1922)
- His Wedding Daze
- Ali Baba, regia di Joe Rock (1922)
- Aladdin, regia di Norman Taurog (1922)
- Little Red Robin Hood
- The Pill
- The Cold Homestead
- Ship Wrecked, regia di Joe Rock (1923)
- Too Much Dutch (1923)
- In Bad in Bagdad (1923)
- Funny Paper
- Oliver Twisted
- Chop Suey Louie
- The Buttinsky
- The Lunatic, regia di Joe Rock - cortometraggio (1924)
- The Mechanic, regia di Joe Rock (1924)
- A Ghostly Night
- A Perfect Pest
- The Box Car Limited
- The Trouble Maker
- Pretty Soft
- Mandarin Mix-Up, regia di Scott Pembroke - cortometraggio (1924)
- Cave Inn Sheik
- Detained, regia di Joe Rock e Scott Pembroke (1924)
- Polly Voo
- Monsieur Bocher (Monsieur Don't Care), regia di Scott Pembroke e Joe Rock (1924)
- Heebie Jeebie
- West of Hot Dog, regia di Joe Rock e Scott Pembroke (1924)
- Hypnotized, regia di Harry Sweet (1925)

- What! No Spinach?, regia di Harry Sweet (1926)

- Krakatoa

### Attore
- Worries and Wobbles, regia di Lawrence Semon (Larry Semon) (1917)
- Chumps and Chances, regia di Lawrence Semon (Larry Semon) (1917)
- Hugs and Hubbub, regia di C. Graham Baker (1917)
- Sports and Splashes, regia di Lawrence Semon (Larry Semon) (1917)
- Ship Wrecked, regia di Joe Rock (1923)
- Too Much Dutch (1923)
- In Bad in Bagdad - cortometraggio (1923)

### Regista
- Fares and Fair Ones - cortometraggio (1919)
- Pot Roast
- The Fast Male
- The Whirlwind (1922)
- Help Yourself (1922)
- Solid Ivory
- All Wet (1922)
- His Wedding Daze
- Ali Baba (1922)
- Little Red Robin Hood
- The Pill
- The Cold Homestead
- Ship Wrecked (1923)
- The Lunatic - cortometraggio (1924)
- The Mechanic (1924)
- A Ghostly Night
- A Perfect Pest
- The Box Car Limited
- The Trouble Maker
- Pretty Soft
- Cave Inn Sheik
- Detained, co-regia di Scott Pembroke (1924)
- Monsieur Bocher (Monsieur Don't Care), co-regia di Scott Pembroke (come Percy Pembroke) (1924)

- Cotton Queen